# Bleeder
Bleeder è un film del 1999 diretto da Nicolas Winding Refn, seconda opera del regista il quale torna a lavorare con i tre attori protagonisti di Pusher - L'inizio, Kim Bodnia, Mads Mikkelsen e Zlatko Burić, mantenendo oltretutto la stessa crew.

## Trama
Leo e Louise sono una giovane coppia che vive insieme a Copenaghen in un appartamento misero e in condizioni economiche precarie. Leo è insoddisfatto della sua vita, e non riesce ad accettare il fatto che Louise sia incinta; i rapporti col fratello di Louise, Louis, sono molto tesi e peggiorano in seguito ad alcuni episodi di violenza di Leo nei confronti della compagna, fino al tragico finale. Non di secondaria importanza, ma senza togliere coerenza alla vicenda principale, la storia di Lenny, commesso cinefilo in una videoteca, e Lea, cameriera in un fast food.

## Curiosità
Il personaggio di Lea ama leggere, motivo per cui attorno a metà pellicola si reca in una biblioteca per cercare un nuovo libro. Qui chiede all'anziano titolare un autore in particolare, ovvero Hubert Selby: lo stesso scrittore che si occuperà di scrivere la sceneggiatura per il successivo film di Refn, cioè Fear X.